# Ljudmila Michailowna Matwejewa
Ljudmila Michailowna Matwejewa (russisch Людмила Михайловна Матвеева, engl. Transkription Lyudmila Matveyeva; * 1. Februar 1957 in Ufa) ist eine ehemalige russische Langstreckenläuferin.
Für die Sowjetunion startend kam sie bei den Crosslauf-Weltmeisterschaften 1986 in Colombier auf den zwölften und 1988 in Auckland auf den 59. Platz. 1988 wurde sie bei den Olympischen Spielen in Seoul Zwölfte über 10.000 m.
1992 wurde sie beim Paderborner Osterlauf Zweite über 10 km. Bei den Olympischen Spielen in Barcelona trat sie über 10.000 m für das Vereinte Team an, schied jedoch im Vorlauf aus.
Im Jahr darauf wurde sie Zweite beim Berliner Halbmarathon, Dritte beim Berliner Frauenlauf und siegte beim Paderborner Osterlauf im Halbmarathon, bei den 25 km von Berlin, bei der Berliner City-Nacht und beim Jever-Fun-Lauf.
1988 wurde sie sowjetische Meisterin über 10.000 m.

## Persönliche Bestzeiten
- 3000 m: 8:52,49 min, 9. Juni 1984, Sotschi
- 5000 m: 15:16,27 min, 1. August 1985, Sankt Petersburg
- 10.000 m: 31:38,02 min, 2. August 1988, Kiew
- 10-km-Straßenlauf: 32:28 min, Mai 1993, Berlin
- Halbmarathon: 1:13:03 h, 4. April 1993, Berlin
- 25-km-Straßenlauf: 1:29:04 h, 2. Mai 1993, Berlin